# André Sardet

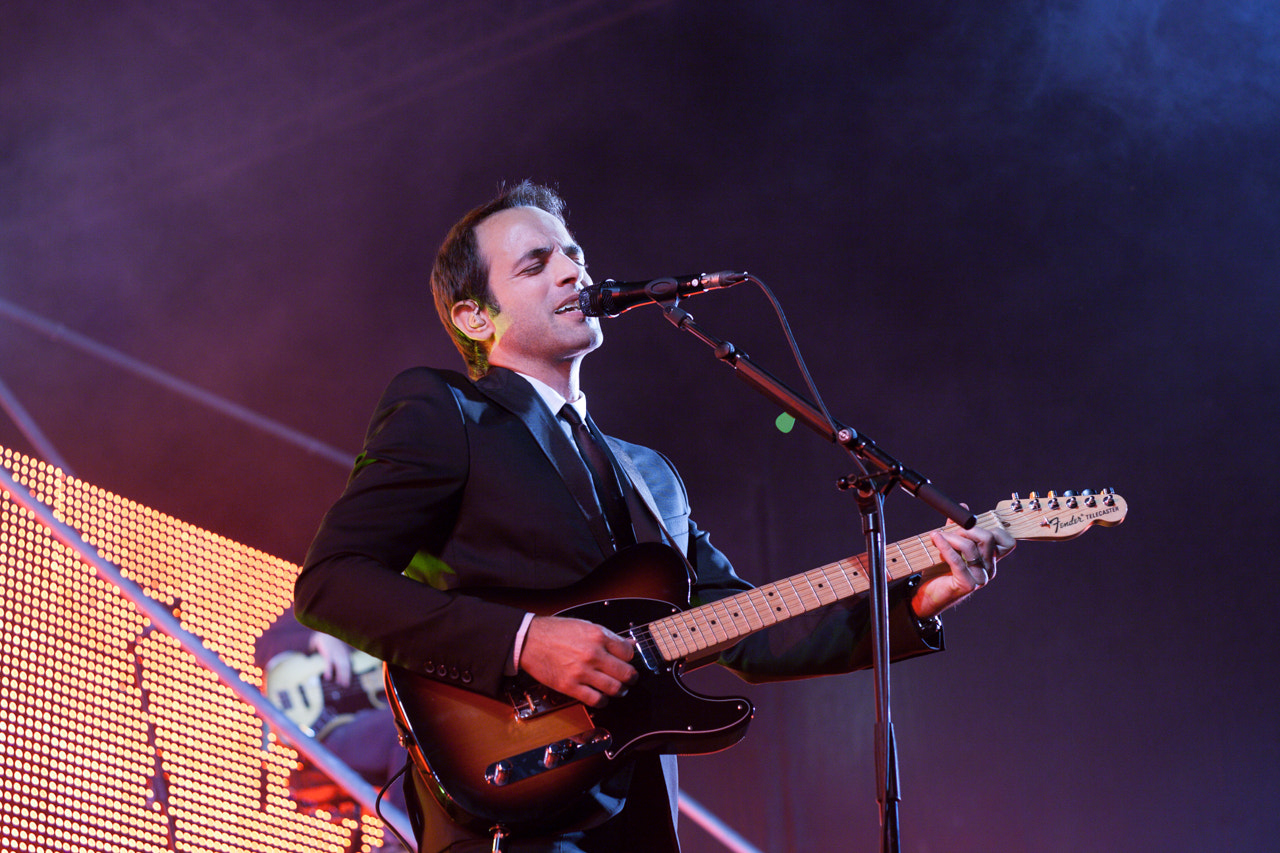

André Sardet es un compositor y músico portugués. 

## Discografía

### Discos
- Imagens (1996)
- Agitar Antes de Usar (1998)
- André Sardet (2002)
- Mundo de Cartão (2008)

#### Discos en vivo y en directo
- Acústico (2006)